# Can Dündar
Can Dündar (pronunciación turca: [d͡ʒun dyn'daɾ], Ankara; 16 de junio de 1961) es un periodista turco, columnista y documentalista. Director del periódico de centro-izquierda Cumhuriyet fue detenido en noviembre de 2015 después de que su diario publicara unas imágenes de un supuesto envío de armas de Turquía a Siria, en enero de 2014 escoltado por agentes de los servicios secretos turcos.
Es una de las figuras más conocidas de los medios turcos. Dündar ha escrito para varios diarios, producido numerosos programas de televisión (tanto para la estatal TRT como para la cadenas privadas CNN Turca y NTV, además de publicar más de 20 libros. A finales de 2015 su periódico recibió el Premio de Reporteros sin Fronteras. A finales de 2016 Dündar fue nominado al Premio Sájarov de la Unión Europea y recibió junto al redactor jefe del periódico Cumhuriyet en Ankara Erdem Gül el Premio para la Libertad y el Futuro de los Medios otorgado por el European Centre for Press and Media Freedom (ECPMF).

## Trayectoria
Dündar estudió periodismo en la Facultad de Ciencia Política, de la Universidad de Ankara, y se graduó en 1982. Continuó su formación en la Escuela de Periodismo de Londres en 1986. Se graduó en 1988 y se doctoró en 1996 en ciencias políticas en la Universidad Técnica de Medio Oriente de Ankara.
Dündar ha colaborado en varias publicaciones entre ellas Hürriyet (1983-1985), Nokta, Haftaya Bakış, Söz y Tempo. Escribió para Sabah de enero de 1999 a abril de 2000 y para Milliyet en enero de 2000. En televisión trabajó en Yanki (1979-83) y 32.Gün (1989-95) entre otros programas.
En sus trabajos muestra con frecuencia "la evolución de Turquía a una nación moderna y proporciona detalles históricos y políticos sobre acontecimientos cruciales, debates, y conflictos" incluyendo perfiles históricos de figuras políticas como Mustafa Kemal Atatürk, Ismet Inönü, Nazim Hikmet y Vehbi Koç. Su guion escrito en 2008 para la película Mustafa describió al fundador de la República de Turquía como hombre normal con miedos, pasiones y expectativas humanas en vez de un héroe más que un héroe de tamaño natural.

### Conflicto con el gobierno y detención en 2015
Tras ser durante mucho tiempo columnista en el Milliyet fue despedido en agosto de 2013 por "escribir con demasiada contundencia" sobre las Protestas de la plaza Gezi y los acontecimientos de Egipto, según el dueño del periódico Erdoğun Demirören. Dündar comentó: "No queremos ver historias que desagraden al primer ministro en este artículo. Todo les disgusta, y cuando ellos se disgustan van tras nosotros."
Posteriormente trabajó en el periódico de centro-izquierda Cumhuriyet y el 8 de febrero de 2015 se convirtió en el nuevo director.
En noviembre de 2015 el Cumhuriyet recibió el Premio Reporteros Sin Fronteras por su "periodismo independiente y audaz."
Poco después, Dündar y el redactor jefe del Cumhuriyet en Ankara Erdem Gül fueron arrestados con la acusación de ser miembros de una organización terrorista, espionaje y revelación de documentos confidenciales, enfrentándose inicialmente a una petición de cadena perpetua. Las investigaciones se habían iniciado en mayo después de que el diario publicara fotografías describiendo las armas transferidas a Siria en camiones de la Organización de Inteligencia Nacional de Turquía, conocido como el Escándalo de 2014 de la Organización Nacional de Inteligencia Turca.
Tras 92 días en prisión preventiva, Dündar y Gül fueron liberados provisionalmente el 26 de febrero de 2016 después de que el Tribunal Supremo decidiera que su detención era una "privación indebida de libertad". Pero no acabaron los problemas: poco después cuando era entrevistado tras su puesta en libertad por la cadena de televisión IMÇ, la emisión de la cadena fue suspendida y la Fiscalía acusó al canal de hacer “propaganda terrorista”.
El presidente turco Erdogan que se había personado en la causa señaló públicamente a Dündar, declaró que ni aceptaba ni respetaba la decisión judicial, insistió en que los reporteros deberían "pagar un alto precio" y exigió a los tribunales inferiores que no acatasen la sentencia del Supremo.

### Intento de asesinato y sentencia de cárcel
El 6 de mayo de 2016 sufrió un intento de asesinato presenciado por numerosos reporteros frente al Palacio de Justicia de Estambul durante una pausa del juicio en el que estaba compareciendo por los cargos de traición dictados contra él. El agresor fue bloqueado por la esposa de Dündar y un parlamentario, Muharrem Erkek, antes de que pudiera disparar más de dos tiros. Dündar salió ileso, otro periodista resultó herido levemente en la pierna. El agresor fue detenido por policías que vestían de civil. El mismo día, Dündar fue sentenciado a cinco años y 10 meses de cárcel por ″filtrar información secreta del estado″. La Fiscalía llegó a pedir cadena perpetua y finalmente reclamó 25 años de cárcel para Dündar y 10 años para Gül.
A finales de 2016 se anunció que era finalista del Premio Sájarov otorgado por el Parlamento Europeo que finalmente ganaron las activistas iraquíes yazidíes Nadia Murad Basee y Lamiya Aji Bashar. Meses antes, en febrero cuando fue puesto en libertad provisional, Dündar había denunciado que la Unión Europea olvidaba sus valores a cambio de que Ankara frenara a los refugiados que llegaban a Europa.

## Vida privada
Está casado con Dilek Dündar con quien tiene un hijo. En 2016 tras la sentencia de cárcel Dündar se exilió. Desde Europa el periodista denunció que su esposa no puede salir del país porque las autoridades tienen retenido su pasaporte.

## Premios y distinciones
- 2015 Premio Reporteros sin Fronteras
- 2016 Finalista al Premio Sájarov
- 2016 Premio para la Libertad y el Futuro de los Medios otorgado por el European Centre for Press and Media Freedom (ECPMF) compartido con el redactor jefe del periódico Cumhuriyet Erdem Gül.
- 2017 Premio Optimista Comprometido con la Libertad de Prensa otorgado por la revista Anoche Tuve un Sueño

## Documentales
- Demirkırat (1991),
- 12 Mart (March 12)(1994),
- Cumhuriyetin Kraliçeleri (The Queens of the Republic) (1992),
- Sarı Zeybek (The Yellow [Blond] Zeybek) (1993), Gölgedekiler (The ones in the shadow)(1994–1995),
- Yükselen Bir Deniz (The Rising Sea)(1998),
- İsmet Paşa (1999),
- Devlet Tiyatroları (Government theaters)(1999),
- Köy Enstitüleri (Village Institutes) (2000),
- Halef (The Successor) (2003),
- Nazım Hikmet (2002),
- Bir Yaşam İksiri (A life potion) (2003),
- Yüzyılın Aşkları (Loves of the century)(2004),
- Karaoğlan (Black boy)(2004),
- Garip: Neset Ertas Belgeseli (Strange: The Neset Ertas Documentary)(2005),
- Mustafa (2008)
- Delikanlım İyi Bak Yıldızlara (2012)

## Libros
- Hayata ve Siyasete Dair (About Life and Politics)),
- Yağmurdan Sonra (After the Rain),
- Ergenekon. El primer libro sobre Ergenekon.
- Yarim Haziran (My Love June),
- Benım Gençliğim (My youth),
- Köy Enstitüleri (Village Institutions),
- Yaveri Atatürk'ü Anlatıyor (Atatürk's assistant talks about him),
- Nereye? (Where to?),
- Uzaklar (Far away places),
- Yükselen Deniz (Rising Sea),
- Savaşta Ne Yaptın Baba? (What did you do in the war, father?),
- Büyülü Fener (Magic Lantern),
- Bir Yaşam İksiri (A life potion),
- Mustafa Kemal Aramızda (Mustafa Kemal is Among Us),
- Yıldızlar (The stars),
- Demirkırat,
- Sarı Zeybek (Yellow zeybek),
- Gölgedekiler (The ones in the shadow)
- İlk Türk Hititologu: Sedat Alp, (First Turkish hittitologue: Sedat Alp)
- Kırmızı Bisiklet (Red bike),
- Nazım,
- Karaoğlan (Black boy),
- Vehbi Koç,
- İsmet Paşa,
- Yüzyılın Aşkları (The loves of the century),
- Yakamdaki Yüzler (The faces on my collar),
- Ben Böyle Veda Etmeliyim (I should say goodbye like that),
- Tutuklandik (We got arrested).